# Owen Sound (zatoka)
Owen Sound – długa, zwężająca się na końcu zatoka w południowo-zachodniej części wielkiej Zatoki Georgian w akwenie jeziora Huron w Kanadzie. Leży w prowincji Ontario. Do zatoki uchodzą rzeki Sydenham River i Pottawatomi River.

## Nazwa
William Fitzwilliam Owen, który wraz z porucznikiem Henrym W. Bayfieldem w latach 1815–1816 badał kanadyjskie partie tzw. „górnych” jezior, nadał tej zatoce nazwę “Owen Sound” na cześć swego starszego brata – również żeglarza, później admirała Royal Navy, sir Edwarda Owena.

## Osadnictwo
Ośrodkiem osadnictwa była założona w 1841 r. przez Charlesa Rankina na końcu zatoki, u ujścia obu wspomnianych rzek, osada Sydenham, w 1851 r. przemianowana na Owen Sound.